# 2005-ös IIHF divízió II-es jégkorong-világbajnokság
A 2005-ös IIHF divízió II-es jégkorong-világbajnokság A csoportját Zágrábban, Horvátországban április 10. és 16. között, a B csoportját Belgrádban, Szerbia és Montenegróban rendezték április 4. és 10. között. A vb-n 12 válogatott vett részt, két hatos csoportban.

## Résztvevők
A világbajnokságon az alábbi 12 válogatott vett részt.
A csoport
| Csapat       | Kvalifikáció módja                                                   |
| ------------ | -------------------------------------------------------------------- |
| Dél-Korea    | Előző évben a divízió I B csoportjának 6. helyén végzett és kiesett. |
| Horvátország | Rendező, előző évben a divízió II A csoportjának 2. helyén végzett.  |
| Ausztrália   | Előző évben a divízió II A csoportjának 3. helyén végzett.           |
| Bulgária     | előző évben a divízió II B csoportjának 4. helyén végzett.           |
| Új-Zéland    | Előző évben a divízió II B csoportjának 5. helyén végzett.           |
| Törökország  | Előző évben a divízió III 2. helyén végzett és feljutott.            |

B csoport
| Csapat                | Kvalifikáció módja                                                   |
| --------------------- | -------------------------------------------------------------------- |
| Belgium               | Előző évben a divízió I A csoportjának 6. helyén végzett és kiesett. |
| Szerbia és Montenegró | Rendező, előző évben a divízió II B csoportjának 2. helyén végzett.  |
| Észak-Korea           | Előző évben a divízió II B csoportjának 3. helyén végzett.           |
| Spanyolország         | Előző évben a divízió II A csoportjának 4. helyén végzett.           |
| Izrael                | Előző évben a divízió II A csoportjának 5. helyén végzett.           |
| Izland                | Előző évben a divízió III 1. helyén végzett és feljutott.            |

## Eredmények
| Jelmagyarázat             |
| ------------------------- |
| Feljutott a divízió I-be. |
| Kiesett a divízió III-ba. |

### A csoport
| Nemzet       | M | Gy | D | V | G+ | G- | Gk  | P  |
| ------------ | - | -- | - | - | -- | -- | --- | -- |
| Horvátország | 5 | 5  | 0 | 0 | 46 | 6  | +40 | 10 |
| Ausztrália   | 5 | 4  | 0 | 1 | 35 | 5  | +29 | 8  |
| Dél-Korea    | 5 | 3  | 0 | 2 | 26 | 9  | +17 | 6  |
| Bulgária     | 5 | 2  | 0 | 3 | 22 | 26 | –4  | 4  |
| Új-Zéland    | 5 | 1  | 0 | 4 | 14 | 31 | –17 | 2  |
| Törökország  | 5 | 0  | 0 | 5 | 5  | 70 | –65 | 0  |

| 2005. április 10. 12:30 | Törökország | 0–14 (0–8, 0–2, 0–4) | Dél-Korea | Dom Sportova, Zágráb Nézőszám: 100 |

| Jegyzőkönyv | Jegyzőkönyv                  | Jegyzőkönyv                       | Jegyzőkönyv               | Jegyzőkönyv             |
| --- | ---------------------------- | --------------------------------- | ------------------------- | ----------------------- |
| | Cagil Uyar Levent Ozbasdogan | Kapusok                           | Sung-Bae Kim Ho-Seung Son | Játékvezető: Micha Szot |
| \| \| 0–1 \| 2:54 – U. Park (K. Kim) \| \| \| 0–2 \| 3:39 – K. Kim (W. Park) \| \| \| 0–3 \| 4:16 – Kwack (J. Park) \| \| \| 0–4 \| 4:36 – Bae (Choi) \| \| \| 0–5 \| 5:36 – Jeon (M. Kim) \| \| \| 0–6 \| 13:04 – Bae (H.I. Kim) \| \| \| 0–7 \| 16:15 – Lee (M. Kim) \| \| \| 0–8 \| 19:31 – H.S. Kim (Jeon) \| \| \| 0–9 \| 31:10 – Choi (Bae, H.I. Kim) (PP) \| \| \| 0–10 \| 35:57 – Bae (H.I. Kim) \| \| \| 0–11 \| 46:07 – Choi (Bae) \| \| \| 0–12 \| 47:51 – H.S. Kim (K.H. Kim) \| \| \| 0–13 \| 51:30 – Bae (H.I. Kim) \| \| \| 0–14 \| 59:49 – Jeon (K. Kim) \| |                              |                                   |                           | Játékvezető: Micha Szot |
| 10 perc | Büntetések                   | 6 perc                            |                           | Játékvezető: Micha Szot |
| 8 | Lövések                      | 60                                |                           | Játékvezető: Micha Szot |
| | 0–1                          | 2:54 – U. Park (K. Kim)           |                           | Játékvezető: Micha Szot |
| | 0–2                          | 3:39 – K. Kim (W. Park)           |                           | Játékvezető: Micha Szot |
| | 0–3                          | 4:16 – Kwack (J. Park)            |                           | Játékvezető: Micha Szot |
| | 0–4                          | 4:36 – Bae (Choi)                 |                           |                         |
| | 0–5                          | 5:36 – Jeon (M. Kim)              |                           |                         |
| | 0–6                          | 13:04 – Bae (H.I. Kim)            |                           |                         |
| | 0–7                          | 16:15 – Lee (M. Kim)              |                           |                         |
| | 0–8                          | 19:31 – H.S. Kim (Jeon)           |                           |                         |
| | 0–9                          | 31:10 – Choi (Bae, H.I. Kim) (PP) |                           |                         |
| | 0–10                         | 35:57 – Bae (H.I. Kim)            |                           |                         |
| | 0–11                         | 46:07 – Choi (Bae)                |                           |                         |
| | 0–12                         | 47:51 – H.S. Kim (K.H. Kim)       |                           |                         |
| | 0–13                         | 51:30 – Bae (H.I. Kim)            |                           |                         |
| | 0–14                         | 59:49 – Jeon (K. Kim)             |                           |                         |

| 2005. április 10. 16:00 | Új-Zéland | 0–4 (0–1, 0–2, 0–1) | Ausztrália | Dom Sportova, Zágráb Nézőszám: 100 |

| Jegyzőkönyv | Jegyzőkönyv  | Jegyzőkönyv             | Jegyzőkönyv   | Jegyzőkönyv                   |
| --- | ------------ | ----------------------- | ------------- | ----------------------------- |
| | Mike Parsons | Kapusok                 | Stuart Denman | Játékvezető: Sergei Bervenski |
| \| \| 0–1 \| 17:12 – Sekura (Oddy) \| \| \| 0–2 \| 22:30 – Webster (Matus) \| \| \| 0–3 \| 24:09 – Joseph Hughes \| \| \| 0–4 \| 51:06 – Oddy (Matus) \| |              |                         |               | Játékvezető: Sergei Bervenski |
| 8 perc | Büntetések   | 28 perc                 |               | Játékvezető: Sergei Bervenski |
| 8 | Lövések      | 64                      |               | Játékvezető: Sergei Bervenski |
| | 0–1          | 17:12 – Sekura (Oddy)   |               | Játékvezető: Sergei Bervenski |
| | 0–2          | 22:30 – Webster (Matus) |               | Játékvezető: Sergei Bervenski |
| | 0–3          | 24:09 – Joseph Hughes   |               | Játékvezető: Sergei Bervenski |
| | 0–4          | 51:06 – Oddy (Matus)    |               |                               |

| 2005. április 10. 20:00 | Bulgária | 1–9 (0–3, 0–3, 1–3) | Horvátország | Dom Sportova, Zágráb Nézőszám: 2000 |

| Jegyzőkönyv | Jegyzőkönyv         | Jegyzőkönyv                           | Jegyzőkönyv | Jegyzőkönyv              |
| --- | ------------------- | ------------------------------------- | ----------- | ------------------------ |
| | Konstantin Mihaylov | Kapusok                               | Vanja Belic | Játékvezető: Koji Yamada |
| \| \| 0–1 \| 9:05 – Jacmenjak (Piragic) \| \| \| 0–2 \| 12:54 – Grozaj (Gojanovic) \| \| \| 0–3 \| 16:44 – Glavota (Mladjenovic, Zibret) \| \| \| 0–4 \| 25:32 – Grozaj (Glavota) (PP) \| \| \| 0–5 \| 28:27 – Svigir (Mladjenovic) \| \| \| 0–6 \| 28:49 – Glavota (Smojver) \| \| \| 0–7 \| 43:48 – Plahutar (Jacmenjak) \| \| \| 0–8 \| 45:30 – Belic (Mladjenovic, Svigir) \| \| 51:17 – Batchvarov \| 1–8 \| \| \| \| 1–9 \| 58:56 – Grozaj \| |                     |                                       |             | Játékvezető: Koji Yamada |
| 22 perc | Büntetések          | 2 perc                                |             | Játékvezető: Koji Yamada |
| 20 | Lövések             | 51                                    |             | Játékvezető: Koji Yamada |
| | 0–1                 | 9:05 – Jacmenjak (Piragic)            |             | Játékvezető: Koji Yamada |
| | 0–2                 | 12:54 – Grozaj (Gojanovic)            |             | Játékvezető: Koji Yamada |
| | 0–3                 | 16:44 – Glavota (Mladjenovic, Zibret) |             | Játékvezető: Koji Yamada |
| | 0–4                 | 25:32 – Grozaj (Glavota) (PP)         |             |                          |
| | 0–5                 | 28:27 – Svigir (Mladjenovic)          |             |                          |
| | 0–6                 | 28:49 – Glavota (Smojver)             |             |                          |
| | 0–7                 | 43:48 – Plahutar (Jacmenjak)          |             |                          |
| | 0–8                 | 45:30 – Belic (Mladjenovic, Svigir)   |             |                          |
| 51:17 – Batchvarov | 1–8                 |                                       |             |                          |
| | 1–9                 | 58:56 – Grozaj                        |             |                          |

| 2005. április 11. 12:30 | Ausztrália | 20–1 (10–0, 6–0, 4–1) | Törökország | Dom Sportova, Zágráb Nézőszám: 80 |

| Jegyzőkönyv | Jegyzőkönyv  | Jegyzőkönyv                          | Jegyzőkönyv                  | Jegyzőkönyv               |
| --- | ------------ | ------------------------------------ | ---------------------------- | ------------------------- |
| | Matthew Ezzy | Kapusok                              | Levent Ozbasdogan Cagil Uyar | Játékvezető: Sven Bergman |
| \| 4:08 – B. Thilthorpe (Rubes, White) \| 1–0 \| \| \| 6:28 – Rubes (Brlecic, White) \| 2–0 \| \| \| 7:22 – Walsh (Oddy, Sekura) (PP) \| 3–0 \| \| \| 8:15 – Rubes (Brlecic, White) \| 4–0 \| \| \| 10:11 – B. Thilthorpe (Hughes) \| 5–0 \| \| \| 11:13 – Oddy (Walsh, Rummukainen) (PP) \| 6–0 \| \| \| 14:52 – L. Thilthorpe \| 7–0 \| \| \| 16:30 – Foll (Walsh, Sekura) (PP) \| 8–0 \| \| \| 17:52 – Oddy (White) (PP) \| 9–0 \| \| \| 18:14 – Walsh (Sekura, Oddy) (PP) \| 10–0 \| \| \| 20:44 – Oddy (Walsh, Foll) (PP) \| 11–0 \| \| \| 21:19 – Wilson (White) (PP) \| 12–0 \| \| \| 21:49 – B. Thilthorpe (Djamirze, Hughes) \| 13–0 \| \| \| 24:42 – Webster (Brlecic) \| 14–0 \| \| \| 32:49 – Oddy (Walsh, Rummukainen) (PP) \| 15–0 \| \| \| 33:40 – Oddy (Sekura, Rummukainen) \| 16–0 \| \| \| 43:10 – B. Thilthorpe (Brlecic, White) \| 17–0 \| \| \| 46:26 – Rubes (Brlecic, Webster) \| 18–0 \| \| \| 54:04 – Djamirze (SH) \| 19–0 \| \| \| \| 19–1 \| 57:03 – Eroglu (Ciplak, Coskun) (PP) \| \| 57:19 – Walsh \| 20–1 \| \| |              |                                      |                              | Játékvezető: Sven Bergman |
| 16 perc | Büntetések   | 24 perc                              |                              | Játékvezető: Sven Bergman |
| 66 | Lövések      | 10                                   |                              | Játékvezető: Sven Bergman |
| 4:08 – B. Thilthorpe (Rubes, White) | 1–0          |                                      |                              | Játékvezető: Sven Bergman |
| 6:28 – Rubes (Brlecic, White) | 2–0          |                                      |                              | Játékvezető: Sven Bergman |
| 7:22 – Walsh (Oddy, Sekura) (PP) | 3–0          |                                      |                              | Játékvezető: Sven Bergman |
| 8:15 – Rubes (Brlecic, White) | 4–0          |                                      |                              |                           |
| 10:11 – B. Thilthorpe (Hughes) | 5–0          |                                      |                              |                           |
| 11:13 – Oddy (Walsh, Rummukainen) (PP) | 6–0          |                                      |                              |                           |
| 14:52 – L. Thilthorpe | 7–0          |                                      |                              |                           |
| 16:30 – Foll (Walsh, Sekura) (PP) | 8–0          |                                      |                              |                           |
| 17:52 – Oddy (White) (PP) | 9–0          |                                      |                              |                           |
| 18:14 – Walsh (Sekura, Oddy) (PP) | 10–0         |                                      |                              |                           |
| 20:44 – Oddy (Walsh, Foll) (PP) | 11–0         |                                      |                              |                           |
| 21:19 – Wilson (White) (PP) | 12–0         |                                      |                              |                           |
| 21:49 – B. Thilthorpe (Djamirze, Hughes) | 13–0         |                                      |                              |                           |
| 24:42 – Webster (Brlecic) | 14–0         |                                      |                              |                           |
| 32:49 – Oddy (Walsh, Rummukainen) (PP) | 15–0         |                                      |                              |                           |
| 33:40 – Oddy (Sekura, Rummukainen) | 16–0         |                                      |                              |                           |
| 43:10 – B. Thilthorpe (Brlecic, White) | 17–0         |                                      |                              |                           |
| 46:26 – Rubes (Brlecic, Webster) | 18–0         |                                      |                              |                           |
| 54:04 – Djamirze (SH) | 19–0         |                                      |                              |                           |
| | 19–1         | 57:03 – Eroglu (Ciplak, Coskun) (PP) |                              |                           |
| 57:19 – Walsh | 20–1         |                                      |                              |                           |

| 2005. április 11. 16:00 | Dél-Korea | 7–0 (4–0, 3–0, 0–0) | Bulgária | Dom Sportova, Zágráb Nézőszám: 80 |

| Jegyzőkönyv | Jegyzőkönyv               | Jegyzőkönyv | Jegyzőkönyv                          | Jegyzőkönyv                   |
| --- | ------------------------- | ----------- | ------------------------------------ | ----------------------------- |
| | Sung-Bae Kim Ho-Seung Son | Kapusok     | Konstantin Mihaylov Svetoslav Toshev | Játékvezető: Sergei Bervenski |
| \| 9:45 – Choi \| 1–0 \| \| \| 10:19 – H.S. Kim (Jeon, K.H. Kim) \| 2–0 \| \| \| 14:51 – H.S. Kim (K.H. Kim) \| 3–0 \| \| \| 17:17 – H.I. Kim (J. Park, W.J. Kim) \| 4–0 \| \| \| 23:26 – H.I Kim (U. Park) \| 5–0 \| \| \| 28:02 – H.S. Kim (S. Park, W.J. Kim) (PP) \| 6–0 \| \| \| 33:10 – W.S. Park (Kwack) \| 7–0 \| \| |                           |             |                                      | Játékvezető: Sergei Bervenski |
| 16 perc | Büntetések                | 12 perc     |                                      | Játékvezető: Sergei Bervenski |
| 46 | Lövések                   | 16          |                                      | Játékvezető: Sergei Bervenski |
| 9:45 – Choi | 1–0                       |             |                                      | Játékvezető: Sergei Bervenski |
| 10:19 – H.S. Kim (Jeon, K.H. Kim) | 2–0                       |             |                                      | Játékvezető: Sergei Bervenski |
| 14:51 – H.S. Kim (K.H. Kim) | 3–0                       |             |                                      | Játékvezető: Sergei Bervenski |
| 17:17 – H.I. Kim (J. Park, W.J. Kim) | 4–0                       |             |                                      |                               |
| 23:26 – H.I Kim (U. Park) | 5–0                       |             |                                      |                               |
| 28:02 – H.S. Kim (S. Park, W.J. Kim) (PP) | 6–0                       |             |                                      |                               |
| 33:10 – W.S. Park (Kwack) | 7–0                       |             |                                      |                               |

| 2005. április 11. 20:00 | Horvátország | 14–0 (5–0, 5–0, 4–0) | Új-Zéland | Dom Sportova, Zágráb Nézőszám: 1800 |

| Jegyzőkönyv | Jegyzőkönyv               | Jegyzőkönyv | Jegyzőkönyv        | Jegyzőkönyv             |
| --- | ------------------------- | ----------- | ------------------ | ----------------------- |
| | Vanja Belic Nenad Skrapec | Kapusok     | Gareth Livingstone | Játékvezető: Micha Szot |
| \| 4:32 – Grozaj (Jacmenjak) \| 1–0 \| \| \| 10:45 – Grozaj (Plahutar, Ljubic) \| 2–0 \| \| \| 11:51 – Smojver (Lovrencic) \| 3–0 \| \| \| 16:48 – Spajic (Plahutar) (PP) \| 4–0 \| \| \| 19:07 – Plahutar (S. Belic) \| 5–0 \| \| \| 22:07 – Smojver (Glavota) \| 6–0 \| \| \| 23:17 – Grozaj (Plahutar) \| 7–0 \| \| \| 25:44 – Glavota (Spajic) (PP) \| 8–0 \| \| \| 26:03 – Iveziq (Jacmenjak) \| 9–0 \| \| \| 29:23 – Svigir (S. Belic) (PP) \| 10–0 \| \| \| 45:21 – Mladjenovic (Jacmenjak) \| 11–0 \| \| \| 50:23 – Mladjenovic (Lovrencic) (PP) \| 12–0 \| \| \| 51:17 – Zibret (Svigir) \| 13–0 \| \| \| 58:46 – Jacmenjak (Lovrencic, Novosel) \| 14–0 \| \| |                           |             |                    | Játékvezető: Micha Szot |
| 20 perc | Büntetések                | 18 perc     |                    | Játékvezető: Micha Szot |
| 64 | Lövések                   | 11          |                    | Játékvezető: Micha Szot |
| 4:32 – Grozaj (Jacmenjak) | 1–0                       |             |                    | Játékvezető: Micha Szot |
| 10:45 – Grozaj (Plahutar, Ljubic) | 2–0                       |             |                    | Játékvezető: Micha Szot |
| 11:51 – Smojver (Lovrencic) | 3–0                       |             |                    | Játékvezető: Micha Szot |
| 16:48 – Spajic (Plahutar) (PP) | 4–0                       |             |                    |                         |
| 19:07 – Plahutar (S. Belic) | 5–0                       |             |                    |                         |
| 22:07 – Smojver (Glavota) | 6–0                       |             |                    |                         |
| 23:17 – Grozaj (Plahutar) | 7–0                       |             |                    |                         |
| 25:44 – Glavota (Spajic) (PP) | 8–0                       |             |                    |                         |
| 26:03 – Iveziq (Jacmenjak) | 9–0                       |             |                    |                         |
| 29:23 – Svigir (S. Belic) (PP) | 10–0                      |             |                    |                         |
| 45:21 – Mladjenovic (Jacmenjak) | 11–0                      |             |                    |                         |
| 50:23 – Mladjenovic (Lovrencic) (PP) | 12–0                      |             |                    |                         |
| 51:17 – Zibret (Svigir) | 13–0                      |             |                    |                         |
| 58:46 – Jacmenjak (Lovrencic, Novosel) | 14–0                      |             |                    |                         |

| 2005. április 13. 12:30 | Dél-Korea | 3–0 (2–0, 0–0, 1–0) | Új-Zéland | Dom Sportova, Zágráb Nézőszám: 60 |

| Jegyzőkönyv | Jegyzőkönyv  | Jegyzőkönyv | Jegyzőkönyv  | Jegyzőkönyv              |
| --- | ------------ | ----------- | ------------ | ------------------------ |
| | Sung-Bae Kim | Kapusok     | Mike Parsons | Játékvezető: Koji Yamada |
| \| 10:15 – Kwack (G.H. Kim, H.S. Kim) (PP) \| 1–0 \| \| \| 16:15 – Kwack (M.K. Kim) (PP) \| 2–0 \| \| \| 46:49 – Park (K.H Kim, G.H Kim) \| 3–0 \| \| |              |             |              | Játékvezető: Koji Yamada |
| 6 perc | Büntetések   | 12 perc     |              | Játékvezető: Koji Yamada |
| 69 | Lövések      | 7           |              | Játékvezető: Koji Yamada |
| 10:15 – Kwack (G.H. Kim, H.S. Kim) (PP) | 1–0          |             |              | Játékvezető: Koji Yamada |
| 16:15 – Kwack (M.K. Kim) (PP) | 2–0          |             |              | Játékvezető: Koji Yamada |
| 46:49 – Park (K.H Kim, G.H Kim) | 3–0          |             |              | Játékvezető: Koji Yamada |

| 2005. április 13. 16:00 | Törökország | 0–13 (0–1, 0–6, 0–6) | Bulgária | Dom Sportova, Zágráb Nézőszám: 50 |

| Jegyzőkönyv | Jegyzőkönyv | Jegyzőkönyv                              | Jegyzőkönyv                          | Jegyzőkönyv                 |
| --- | ----------- | ---------------------------------------- | ------------------------------------ | --------------------------- |
| | Cagil Uyar  | Kapusok                                  | Konstantin Mihaylov Svetoslav Toshev | Játékvezető: Vedran Krcelic |
| \| \| 0–1 \| 11:58 – Velev (Zinoviev) (PP) \| \| \| 0–2 \| 21:21 – Polyzoev (PP) \| \| \| 0–3 \| 21:55 – Yotov (Milanov) \| \| \| 0–4 \| 23:34 – Veselinov (Batchvarov, Mihaylov) \| \| \| 0–5 \| 28:09 – Yotov \| \| \| 0–6 \| 31:46 – Yotov (Milanov) \| \| \| 0–7 \| 37:43 – Batchvarov (Polyzoev) (PP) \| \| \| 0–8 \| 40:52 – Simeonov (Stefanov) \| \| \| 0–9 \| 48:00 – Batchvarov (Zinoviev, Yotov) \| \| \| 0–10 \| 49:06 – Atanasov \| \| \| 0–11 \| 55:50 – Polyzoev (Milanov) \| \| \| 0–12 \| 56:10 – Vasilev \| \| \| 0–13 \| 58:09 – Polyzoev (Milanov) (PP) \| |             |                                          |                                      | Játékvezető: Vedran Krcelic |
| 34 perc | Büntetések  | 22 perc                                  |                                      | Játékvezető: Vedran Krcelic |
| 26 | Lövések     | 62                                       |                                      | Játékvezető: Vedran Krcelic |
| | 0–1         | 11:58 – Velev (Zinoviev) (PP)            |                                      | Játékvezető: Vedran Krcelic |
| | 0–2         | 21:21 – Polyzoev (PP)                    |                                      | Játékvezető: Vedran Krcelic |
| | 0–3         | 21:55 – Yotov (Milanov)                  |                                      | Játékvezető: Vedran Krcelic |
| | 0–4         | 23:34 – Veselinov (Batchvarov, Mihaylov) |                                      |                             |
| | 0–5         | 28:09 – Yotov                            |                                      |                             |
| | 0–6         | 31:46 – Yotov (Milanov)                  |                                      |                             |
| | 0–7         | 37:43 – Batchvarov (Polyzoev) (PP)       |                                      |                             |
| | 0–8         | 40:52 – Simeonov (Stefanov)              |                                      |                             |
| | 0–9         | 48:00 – Batchvarov (Zinoviev, Yotov)     |                                      |                             |
| | 0–10        | 49:06 – Atanasov                         |                                      |                             |
| | 0–11        | 55:50 – Polyzoev (Milanov)               |                                      |                             |
| | 0–12        | 56:10 – Vasilev                          |                                      |                             |
| | 0–13        | 58:09 – Polyzoev (Milanov) (PP)          |                                      |                             |

| 2005. április 13. 20:00 | Horvátország | 3–2 (0–1, 1–0, 2–1) | Ausztrália | Dom Sportova, Zágráb Nézőszám: 3000 |

| Jegyzőkönyv | Jegyzőkönyv | Jegyzőkönyv                  | Jegyzőkönyv  | Jegyzőkönyv               |
| --- | ----------- | ---------------------------- | ------------ | ------------------------- |
| | Vanja Belic | Kapusok                      | Matthew Ezzy | Játékvezető: Sven Bergman |
| \| \| 0–1 \| 1:29 – Walsh (SH) \| \| 23:02 – Svigir \| 1–1 \| \| \| 57:41 – Gojanovic (SH) \| 2–1 \| \| \| \| 2–2 \| 59:19 – Hughes (Wilson) (PP) \| \| 59:59 – Plahutar \| 3–2 \| \| |             |                              |              | Játékvezető: Sven Bergman |
| 26 perc | Büntetések  | 42 perc                      |              | Játékvezető: Sven Bergman |
| 47 | Lövések     | 38                           |              | Játékvezető: Sven Bergman |
| | 0–1         | 1:29 – Walsh (SH)            |              | Játékvezető: Sven Bergman |
| 23:02 – Svigir | 1–1         |                              |              | Játékvezető: Sven Bergman |
| 57:41 – Gojanovic (SH) | 2–1         |                              |              | Játékvezető: Sven Bergman |
| | 2–2         | 59:19 – Hughes (Wilson) (PP) |              |                           |
| 59:59 – Plahutar | 3–2         |                              |              |                           |

| 2005. április 14. 12:30 | Bulgária | 7–6 (1–2, 5–4, 1–0) | Új-Zéland | Dom Sportova, Zágráb Nézőszám: 60 |

| Jegyzőkönyv | Jegyzőkönyv         | Jegyzőkönyv                    | Jegyzőkönyv  | Jegyzőkönyv               |
| --- | ------------------- | ------------------------------ | ------------ | ------------------------- |
| | Konstantin Mihaylov | Kapusok                        | Mike Parsons | Játékvezető: Sven Bergman |
| \| 8:41 – Velev (Veselinov) \| 1–0 \| \| \| \| 1–1 \| 9:48 – Smith (Speirs, Horo) \| \| \| 1–2 \| 14:33 – Horo (Speirs, Aish) \| \| \| 1–3 \| 22:22 – Horo (Smith, Speirs) \| \| 28:48 – Polyzoev (Batchvarov, Yotov) (PP) \| 2–3 \| \| \| 29:52 – Yotov (Batchvarov, Polyzoev) \| 3–3 \| \| \| 31:18 – Batchvarov (Yotov) \| 4–3 \| \| \| 33:56 – Yotov (Batchvarov, Zinoviev) \| 5–3 \| \| \| 34:14 – Yotov (Milanov, Polyzoev) \| 6–3 \| \| \| \| 6–4 \| 35:11 – Jackson (Smith) (PP) \| \| \| 6–5 \| 37:38 – Down (Sam, Glass) \| \| \| 6–6 \| 39:08 – Speirs (Horo, Skipper) \| \| 42:16 – Batchvarov (Milanov, Yotov) \| 7–6 \| \| |                     |                                |              | Játékvezető: Sven Bergman |
| 12 perc | Büntetések          | 8 perc                         |              | Játékvezető: Sven Bergman |
| 33 | Lövések             | 31                             |              | Játékvezető: Sven Bergman |
| 8:41 – Velev (Veselinov) | 1–0                 |                                |              | Játékvezető: Sven Bergman |
| | 1–1                 | 9:48 – Smith (Speirs, Horo)    |              | Játékvezető: Sven Bergman |
| | 1–2                 | 14:33 – Horo (Speirs, Aish)    |              | Játékvezető: Sven Bergman |
| | 1–3                 | 22:22 – Horo (Smith, Speirs)   |              |                           |
| 28:48 – Polyzoev (Batchvarov, Yotov) (PP) | 2–3                 |                                |              |                           |
| 29:52 – Yotov (Batchvarov, Polyzoev) | 3–3                 |                                |              |                           |
| 31:18 – Batchvarov (Yotov) | 4–3                 |                                |              |                           |
| 33:56 – Yotov (Batchvarov, Zinoviev) | 5–3                 |                                |              |                           |
| 34:14 – Yotov (Milanov, Polyzoev) | 6–3                 |                                |              |                           |
| | 6–4                 | 35:11 – Jackson (Smith) (PP)   |              |                           |
| | 6–5                 | 37:38 – Down (Sam, Glass)      |              |                           |
| | 6–6                 | 39:08 – Speirs (Horo, Skipper) |              |                           |
| 42:16 – Batchvarov (Milanov, Yotov) | 7–6                 |                                |              |                           |

| 2005. április 14. 16:00 | Ausztrália | 4–0 (1–0, 2–0, 1–0) | Dél-Korea | Dom Sportova, Zágráb Nézőszám: 200 |

| Jegyzőkönyv | Jegyzőkönyv                | Jegyzőkönyv | Jegyzőkönyv  | Jegyzőkönyv              |
| --- | -------------------------- | ----------- | ------------ | ------------------------ |
| | Matthew Ezzy Stuart Denman | Kapusok     | Sung-Bae Kim | Játékvezető: Koji Yamada |
| \| 2:05 – Walsh (Rummukainen, Foll) \| 1–0 \| \| \| 20:42 – Oddy (Walsh, Rummukainen) (PP) \| 2–0 \| \| \| 30:34 – Sekura (Walsh) \| 3–0 \| \| \| 50:02 – Thilthorpe (Rummukainen, Hughes) \| 4–0 \| \| |                            |             |              | Játékvezető: Koji Yamada |
| 16 perc | Büntetések                 | 20 perc     |              | Játékvezető: Koji Yamada |
| 32 | Lövések                    | 39          |              | Játékvezető: Koji Yamada |
| 2:05 – Walsh (Rummukainen, Foll) | 1–0                        |             |              | Játékvezető: Koji Yamada |
| 20:42 – Oddy (Walsh, Rummukainen) (PP) | 2–0                        |             |              | Játékvezető: Koji Yamada |
| 30:34 – Sekura (Walsh) | 3–0                        |             |              | Játékvezető: Koji Yamada |
| 50:02 – Thilthorpe (Rummukainen, Hughes) | 4–0                        |             |              |                          |

| 2005. április 14. 20:00 | Horvátország | 15–1 (6–0, 3–1, 6–0) | Törökország | Dom Sportova, Zágráb Nézőszám: 1300 |

| Jegyzőkönyv | Jegyzőkönyv               | Jegyzőkönyv             | Jegyzőkönyv       | Jegyzőkönyv                   |
| --- | ------------------------- | ----------------------- | ----------------- | ----------------------------- |
| | Vanja Belic Nenad Skrapec | Kapusok                 | Levent Ozbasdogan | Játékvezető: Sergei Bervenski |
| \| 2:30 – Grozaj (Teuber, Piragic) \| 1–0 \| \| \| 12:52 – Glavota (Spajic) (SH) \| 2–0 \| \| \| 16:09 – S. Belic (Zibret) (PP) \| 3–0 \| \| \| 17:43 – Mladjenovic (S. Belic) \| 4–0 \| \| \| 18:39 – Svigir (Zibret) \| 5–0 \| \| \| 19:55 – Novak (Spajic) \| 6–0 \| \| \| \| 6–1 \| 28:24 – Coskun (Ciplak) \| \| 31:20 – Smojver (Novak, Novosel) (SH) \| 7–1 \| \| \| 35:09 – Smojver (Novak) \| 8–1 \| \| \| 39:25 – Grozaj \| 9–1 \| \| \| 40:43 – Zibret \| 10–1 \| \| \| 41:50 – Jacmenjak (Zibret, Svigir) (PP) \| 11–1 \| \| \| 44:13 – Iveziq (S. Belic) \| 12–1 \| \| \| 53:33 – Iveziq (Smojver, Novosel) \| 13–1 \| \| \| 54:14 – Grozaj \| 14–1 \| \| \| 56:55 – Piragic (SH) \| 15–1 \| \| |                           |                         |                   | Játékvezető: Sergei Bervenski |
| 22 perc | Büntetések                | 30 perc                 |                   | Játékvezető: Sergei Bervenski |
| 64 | Lövések                   | 10                      |                   | Játékvezető: Sergei Bervenski |
| 2:30 – Grozaj (Teuber, Piragic) | 1–0                       |                         |                   | Játékvezető: Sergei Bervenski |
| 12:52 – Glavota (Spajic) (SH) | 2–0                       |                         |                   | Játékvezető: Sergei Bervenski |
| 16:09 – S. Belic (Zibret) (PP) | 3–0                       |                         |                   | Játékvezető: Sergei Bervenski |
| 17:43 – Mladjenovic (S. Belic) | 4–0                       |                         |                   |                               |
| 18:39 – Svigir (Zibret) | 5–0                       |                         |                   |                               |
| 19:55 – Novak (Spajic) | 6–0                       |                         |                   |                               |
| | 6–1                       | 28:24 – Coskun (Ciplak) |                   |                               |
| 31:20 – Smojver (Novak, Novosel) (SH) | 7–1                       |                         |                   |                               |
| 35:09 – Smojver (Novak) | 8–1                       |                         |                   |                               |
| 39:25 – Grozaj | 9–1                       |                         |                   |                               |
| 40:43 – Zibret | 10–1                      |                         |                   |                               |
| 41:50 – Jacmenjak (Zibret, Svigir) (PP) | 11–1                      |                         |                   |                               |
| 44:13 – Iveziq (S. Belic) | 12–1                      |                         |                   |                               |
| 53:33 – Iveziq (Smojver, Novosel) | 13–1                      |                         |                   |                               |
| 54:14 – Grozaj | 14–1                      |                         |                   |                               |
| 56:55 – Piragic (SH) | 15–1                      |                         |                   |                               |

| 2005. április 16. 12:30 | Ausztrália | 4–1 (1–1, 0–0, 3–0) | Bulgária | Dom Sportova, Zágráb Nézőszám: 60 |

| Jegyzőkönyv | Jegyzőkönyv   | Jegyzőkönyv                    | Jegyzőkönyv         | Jegyzőkönyv             |
| --- | ------------- | ------------------------------ | ------------------- | ----------------------- |
| | Stuart Denman | Kapusok                        | Konstantin Mihaylov | Játékvezető: Micha Szot |
| \| \| 0–1 \| 8:06 – Yotov (Batchvarov) (PP) \| \| 13:34 – Walsh (Oddy, Foll) \| 1–1 \| \| \| 45:32 – Brlecic (Djamirze) \| 2–1 \| \| \| 49:03 – Hughes (Burke) \| 3–1 \| \| \| 53:57 – Thilthorpe \| 4–1 \| \| |               |                                |                     | Játékvezető: Micha Szot |
| 20 perc | Büntetések    | 22 perc                        |                     | Játékvezető: Micha Szot |
| 38 | Lövések       | 21                             |                     | Játékvezető: Micha Szot |
| | 0–1           | 8:06 – Yotov (Batchvarov) (PP) |                     | Játékvezető: Micha Szot |
| 13:34 – Walsh (Oddy, Foll) | 1–1           |                                |                     | Játékvezető: Micha Szot |
| 45:32 – Brlecic (Djamirze) | 2–1           |                                |                     | Játékvezető: Micha Szot |
| 49:03 – Hughes (Burke) | 3–1           |                                |                     |                         |
| 53:57 – Thilthorpe | 4–1           |                                |                     |                         |

| 2005. április 16. 16:00 | Új-Zéland | 8–3 (3–0, 2–2, 3–1) | Törökország | Dom Sportova, Zágráb Nézőszám: 200 |

| Jegyzőkönyv | Jegyzőkönyv  | Jegyzőkönyv                    | Jegyzőkönyv       | Jegyzőkönyv                   |
| --- | ------------ | ------------------------------ | ----------------- | ----------------------------- |
| | Mike Parsons | Kapusok                        | Levent Ozbasdogan | Játékvezető: Sergei Bervenski |
| \| 2:41 – Sam (Aish, Glass) (PP) \| 1–0 \| \| \| 13:38 – Glass (Sam) \| 2–0 \| \| \| 14:40 – Jackson (PP) \| 3–0 \| \| \| 28:40 – Aish (PP) \| 4–0 \| \| \| \| 4–1 \| 33:40 – Ciplak (PP) \| \| 35:59 – Smith (Speirs, Aish) \| 5–1 \| \| \| \| 5–2 \| 37:53 – Ozturk (Coskun) \| \| \| 5–3 \| 46:03 – Guven (Hamarat, Ozmen) \| \| 47:28 – Smith (Skipper) (PP) \| 6–3 \| \| \| 52:44 – Glass (Down, Finch) (PP) \| 7–3 \| \| \| 58:31 – Ashwell (Glass) (PP) \| 8–3 \| \| |              |                                |                   | Játékvezető: Sergei Bervenski |
| 28 perc | Büntetések   | 54 perc                        |                   | Játékvezető: Sergei Bervenski |
| 52 | Lövések      | 28                             |                   | Játékvezető: Sergei Bervenski |
| 2:41 – Sam (Aish, Glass) (PP) | 1–0          |                                |                   | Játékvezető: Sergei Bervenski |
| 13:38 – Glass (Sam) | 2–0          |                                |                   | Játékvezető: Sergei Bervenski |
| 14:40 – Jackson (PP) | 3–0          |                                |                   | Játékvezető: Sergei Bervenski |
| 28:40 – Aish (PP) | 4–0          |                                |                   |                               |
| | 4–1          | 33:40 – Ciplak (PP)            |                   |                               |
| 35:59 – Smith (Speirs, Aish) | 5–1          |                                |                   |                               |
| | 5–2          | 37:53 – Ozturk (Coskun)        |                   |                               |
| | 5–3          | 46:03 – Guven (Hamarat, Ozmen) |                   |                               |
| 47:28 – Smith (Skipper) (PP) | 6–3          |                                |                   |                               |
| 52:44 – Glass (Down, Finch) (PP) | 7–3          |                                |                   |                               |
| 58:31 – Ashwell (Glass) (PP) | 8–3          |                                |                   |                               |

| 2005. április 16. 20:00 | Dél-Korea | 2–5 (1–2, 1–0, 0–3) | Horvátország | Dom Sportova, Zágráb Nézőszám: 4500 |

| Jegyzőkönyv | Jegyzőkönyv  | Jegyzőkönyv                  | Jegyzőkönyv   | Jegyzőkönyv              |
| --- | ------------ | ---------------------------- | ------------- | ------------------------ |
| | Ho-Seung Son | Kapusok                      | Nenad Skrapec | Játékvezető: Koji Yamada |
| \| \| 0–1 \| 8:56 – Zibret (Mladjenovic) \| \| 15:24 – Bae (Kim, Choi) \| 1–1 \| \| \| \| 1–2 \| 15:27 – Zibret (Mladjenovic) \| \| 20:58 – Bae (Kim) \| 2–2 \| \| \| \| 2–3 \| 43:12 – Mladjenovic \| \| \| 2–4 \| 43:31 – Gojanovic (Novak) \| \| \| 2–5 \| 59:55 – Mladjenovic \| |              |                              |               | Játékvezető: Koji Yamada |
| 14 perc | Büntetések   | 6 perc                       |               | Játékvezető: Koji Yamada |
| 27 | Lövések      | 41                           |               | Játékvezető: Koji Yamada |
| | 0–1          | 8:56 – Zibret (Mladjenovic)  |               | Játékvezető: Koji Yamada |
| 15:24 – Bae (Kim, Choi) | 1–1          |                              |               | Játékvezető: Koji Yamada |
| | 1–2          | 15:27 – Zibret (Mladjenovic) |               | Játékvezető: Koji Yamada |
| 20:58 – Bae (Kim) | 2–2          |                              |               |                          |
| | 2–3          | 43:12 – Mladjenovic          |               |                          |
| | 2–4          | 43:31 – Gojanovic (Novak)    |               |                          |
| | 2–5          | 59:55 – Mladjenovic          |               |                          |

### B csoport
| Nemzet                | M | Gy | D | V | G+ | G- | Gk  | P |
| --------------------- | - | -- | - | - | -- | -- | --- | - |
| Izrael                | 5 | 4  | 1 | 0 | 21 | 11 | +10 | 9 |
| Szerbia és Montenegró | 5 | 4  | 0 | 1 | 30 | 10 | +20 | 8 |
| Észak-Korea           | 5 | 2  | 1 | 2 | 14 | 17 | –3  | 5 |
| Belgium               | 5 | 2  | 0 | 3 | 13 | 19 | –6  | 4 |
| Spanyolország         | 5 | 1  | 0 | 4 | 8  | 15 | –7  | 2 |
| Izland                | 5 | 1  | 0 | 4 | 12 | 26 | –14 | 2 |

| 2005. április 4. 13:30 | Izrael | 4–4 (0–0, 2–1, 2–3) | Észak-Korea | Pionir Ice Rink Nézőszám: 50 |

| Jegyzőkönyv | Jegyzőkönyv    | Jegyzőkönyv                     | Jegyzőkönyv  | Jegyzőkönyv              |
| --- | -------------- | ------------------------------- | ------------ | ------------------------ |
| | Jevgeny Gussin | Kapusok                         | Song Chol Ri | Játékvezető: Kovács Béla |
| \| 26:27 – Frenkel (Bochner) \| 1–0 \| \| \| \| 1–1 \| 27:37 – Jang (Choe, Pak) (SH) \| \| 39:05 – Levy (Frenkel, Belo) (PP) \| 2–1 \| \| \| \| 2–2 \| 48:57 – Song (S.I. Ri, S.C. Ri) \| \| \| 2–3 \| 49:45 – Choe (T.H. Ri, Jang) \| \| 51:24 – Eizenman (Spivak, Soreanu) \| 3–3 \| \| \| 51:44 – Eizenman (Larin, Bochner) \| 4–3 \| \| \| \| 4–4 \| 52:56 – Han (Yun, T.H. Ri) (SH) \| |                |                                 |              | Játékvezető: Kovács Béla |
| 12 perc | Büntetések     | 16 perc                         |              | Játékvezető: Kovács Béla |
| 36 | Lövések        | 38                              |              | Játékvezető: Kovács Béla |
| 26:27 – Frenkel (Bochner) | 1–0            |                                 |              | Játékvezető: Kovács Béla |
| | 1–1            | 27:37 – Jang (Choe, Pak) (SH)   |              | Játékvezető: Kovács Béla |
| 39:05 – Levy (Frenkel, Belo) (PP) | 2–1            |                                 |              | Játékvezető: Kovács Béla |
| | 2–2            | 48:57 – Song (S.I. Ri, S.C. Ri) |              |                          |
| | 2–3            | 49:45 – Choe (T.H. Ri, Jang)    |              |                          |
| 51:24 – Eizenman (Spivak, Soreanu) | 3–3            |                                 |              |                          |
| 51:44 – Eizenman (Larin, Bochner) | 4–3            |                                 |              |                          |
| | 4–4            | 52:56 – Han (Yun, T.H. Ri) (SH) |              |                          |

| 2005. április 4. 17:00 | Izland | 3–4 (1–2, 1–1, 1–1) | Belgium | Pionir Ice Rink, Belgrád Nézőszám: 50 |

| Jegyzőkönyv | Jegyzőkönyv             | Jegyzőkönyv                        | Jegyzőkönyv   | Jegyzőkönyv               |
| --- | ----------------------- | ---------------------------------- | ------------- | ------------------------- |
| | Jon Trausti Gudmundsson | Kapusok                            | Bjorn Steylen | Játékvezető: Peter Haxell |
| \| \| 0–1 \| 1:01 – Hermans (Paelinck) \| \| \| 0–2 \| 4:44 – de Herdt (SH) \| \| 7:23 – Gislason (Magnusson, Arnason) \| 1–2 \| \| \| \| 1–3 \| 21:07 – Kustermans (Lipsonen) (PP) \| \| 27:03 – Arnason (Jakobsson, Gislason) (PP) \| 2–3 \| \| \| \| 2–4 \| 59:10 – Hermans \| \| 59:26 – Gislason (Jakobsson, Magnusson) \| 3–4 \| \| |                         |                                    |               | Játékvezető: Peter Haxell |
| 30 perc | Büntetések              | 57 perc                            |               | Játékvezető: Peter Haxell |
| 38 | Lövések                 | 46                                 |               | Játékvezető: Peter Haxell |
| | 0–1                     | 1:01 – Hermans (Paelinck)          |               | Játékvezető: Peter Haxell |
| | 0–2                     | 4:44 – de Herdt (SH)               |               | Játékvezető: Peter Haxell |
| 7:23 – Gislason (Magnusson, Arnason) | 1–2                     |                                    |               | Játékvezető: Peter Haxell |
| | 1–3                     | 21:07 – Kustermans (Lipsonen) (PP) |               |                           |
| 27:03 – Arnason (Jakobsson, Gislason) (PP) | 2–3                     |                                    |               |                           |
| | 2–4                     | 59:10 – Hermans                    |               |                           |
| 59:26 – Gislason (Jakobsson, Magnusson) | 3–4                     |                                    |               |                           |

| 2005. április 4. 20:30 | Spanyolország | 0–6 (0–2, 0–1, 0–3) | Szerbia és Montenegró | Pionir Ice Rink, Belgrád Nézőszám: 400 |

| Jegyzőkönyv | Jegyzőkönyv                    | Jegyzőkönyv                            | Jegyzőkönyv     | Jegyzőkönyv               |
| --- | ------------------------------ | -------------------------------------- | --------------- | ------------------------- |
| | Jose Luis Alonso Jnigo Zudaire | Kapusok                                | Tihomir Zecevic | Játékvezető: Pavel Mikula |
| \| \| 0–1 \| 4:52 – Prokec (Prokic) \| \| \| 0–2 \| 14:28 – Milosavljevic (Brestovac) (SH) \| \| \| 0–3 \| 24:56 – Rus (SH) \| \| \| 0–4 \| 46:20 – Prokec (Prokic) \| \| \| 0–5 \| 48:25 – Prokic (Milinkovic) \| \| \| 0–6 \| 52:15 – Prokec (Prokic) \| |                                |                                        |                 | Játékvezető: Pavel Mikula |
| 18 perc | Büntetések                     | 45 perc                                |                 | Játékvezető: Pavel Mikula |
| 21 | Lövések                        | 37                                     |                 | Játékvezető: Pavel Mikula |
| | 0–1                            | 4:52 – Prokec (Prokic)                 |                 | Játékvezető: Pavel Mikula |
| | 0–2                            | 14:28 – Milosavljevic (Brestovac) (SH) |                 | Játékvezető: Pavel Mikula |
| | 0–3                            | 24:56 – Rus (SH)                       |                 | Játékvezető: Pavel Mikula |
| | 0–4                            | 46:20 – Prokec (Prokic)                |                 |                           |
| | 0–5                            | 48:25 – Prokic (Milinkovic)            |                 |                           |
| | 0–6                            | 52:15 – Prokec (Prokic)                |                 |                           |

| 2005. április 5. 13:30 | Belgium | 2–1 (1–0, 0–1, 1–0) | Spanyolország | Pionir Ice Rink, Belgrád Nézőszám: 50 |

| Jegyzőkönyv | Jegyzőkönyv   | Jegyzőkönyv                       | Jegyzőkönyv      | Jegyzőkönyv              |
| --- | ------------- | --------------------------------- | ---------------- | ------------------------ |
| | Bjorn Steylen | Kapusok                           | Jose Luis Alonso | Játékvezető: Kovács Béla |
| \| 18:50 – Goris (de Herdt) \| 1–0 \| \| \| \| 1–1 \| 26:12 – Calvo (Coscojuela, Saleg) \| \| 55:15 – Kustermans (Lipsonen) \| 2–1 \| \| |               |                                   |                  | Játékvezető: Kovács Béla |
| 34 perc | Büntetések    | 16 perc                           |                  | Játékvezető: Kovács Béla |
| 18 | Lövések       | 32                                |                  | Játékvezető: Kovács Béla |
| 18:50 – Goris (de Herdt) | 1–0           |                                   |                  | Játékvezető: Kovács Béla |
| | 1–1           | 26:12 – Calvo (Coscojuela, Saleg) |                  | Játékvezető: Kovács Béla |
| 55:15 – Kustermans (Lipsonen) | 2–1           |                                   |                  | Játékvezető: Kovács Béla |

| 2005. április 5. 17:00 | Izland | 3–2 (1–2, 1–0, 1–0) | Észak-Korea | Pionir Ice Rink, Belgrád Nézőszám: 50 |

| Jegyzőkönyv | Jegyzőkönyv             | Jegyzőkönyv                    | Jegyzőkönyv  | Jegyzőkönyv               |
| --- | ----------------------- | ------------------------------ | ------------ | ------------------------- |
| | Jon Trausti Gudmundsson | Kapusok                        | Song Chol Ri | Játékvezető: Pavel Mikula |
| \| \| 0–1 \| 2:35 – Jang (T.H. Ri, Ho) (PP) \| \| 7:00 – Andresson (Arnason) (PP) \| 1–1 \| \| \| \| 1–2 \| 10:41 – Choe (Kim) \| \| 24:11 – Eriksson (Thormodsson) (PP) \| 2–2 \| \| \| 54:05 – Eriksson (Alengard) \| 3–2 \| \| |                         |                                |              | Játékvezető: Pavel Mikula |
| 22 perc | Büntetések              | 30 perc                        |              | Játékvezető: Pavel Mikula |
| 36 | Lövések                 | 42                             |              | Játékvezető: Pavel Mikula |
| | 0–1                     | 2:35 – Jang (T.H. Ri, Ho) (PP) |              | Játékvezető: Pavel Mikula |
| 7:00 – Andresson (Arnason) (PP) | 1–1                     |                                |              | Játékvezető: Pavel Mikula |
| | 1–2                     | 10:41 – Choe (Kim)             |              | Játékvezető: Pavel Mikula |
| 24:11 – Eriksson (Thormodsson) (PP) | 2–2                     |                                |              |                           |
| 54:05 – Eriksson (Alengard) | 3–2                     |                                |              |                           |

| 2005. április 5. 20:30 | Szerbia és Montenegró | 1–5 (0–2, 1–1, 0–2) | Izrael | Pionir Ice Rink, Belgrád Nézőszám: 500 |

| Jegyzőkönyv | Jegyzőkönyv     | Jegyzőkönyv                                | Jegyzőkönyv    | Jegyzőkönyv                |
| --- | --------------- | ------------------------------------------ | -------------- | -------------------------- |
| | Tihomir Zecevic | Kapusok                                    | Jevgeny Gussin | Játékvezető: Andriy Sevruk |
| \| \| 0–1 \| 10:25 – O. Eizenman (E. Eizenman, Frenkel) \| \| \| 0–2 \| 16:29 – E. Eizenman (Frenkel) \| \| 30:35 – Milosavljevic (Gabric) (PP) \| 1–2 \| \| \| \| 1–3 \| 31:28 – Levy (Spivak) \| \| \| 1–4 \| 43:11 – O. Eizenman (Frenkel) \| \| \| 1–5 \| 57:39 – Levy (Lebedev) \| |                 |                                            |                | Játékvezető: Andriy Sevruk |
| 24 perc | Büntetések      | 14 perc                                    |                | Játékvezető: Andriy Sevruk |
| 32 | Lövések         | 32                                         |                | Játékvezető: Andriy Sevruk |
| | 0–1             | 10:25 – O. Eizenman (E. Eizenman, Frenkel) |                | Játékvezető: Andriy Sevruk |
| | 0–2             | 16:29 – E. Eizenman (Frenkel)              |                | Játékvezető: Andriy Sevruk |
| 30:35 – Milosavljevic (Gabric) (PP) | 1–2             |                                            |                | Játékvezető: Andriy Sevruk |
| | 1–3             | 31:28 – Levy (Spivak)                      |                |                            |
| | 1–4             | 43:11 – O. Eizenman (Frenkel)              |                |                            |
| | 1–5             | 57:39 – Levy (Lebedev)                     |                |                            |

| 2005. április 7. 13:30 | Spanyolország | 5–2 (0–1, 2–0, 3–1) | Izland | Pionir Ice Rink, Belgrád Nézőszám: 50 |

| Jegyzőkönyv | Jegyzőkönyv   | Jegyzőkönyv                           | Jegyzőkönyv             | Jegyzőkönyv                |
| --- | ------------- | ------------------------------------- | ----------------------- | -------------------------- |
| | Jnigo Zudaire | Kapusok                               | Jon Trausti Gudmundsson | Játékvezető: Andriy Sevruk |
| \| \| 0–1 \| 13:28 – Hrafnsson (Jonsson, Alengard) \| \| 32:28 – Betran (Juen Jose Martin) (PP) \| 1–1 \| \| \| 36:42 – Martin (Gracia) (PP) \| 2–1 \| \| \| 41:26 – Saleg (Calvo) \| 3–1 \| \| \| \| 3–2 \| 45:11 – Thormodsson (Alengard) \| \| 45:56 – Gracia (Martin) (PP) \| 4–2 \| \| \| 53:27 – Betran (Martin) (PP) \| 5–2 \| \| |               |                                       |                         | Játékvezető: Andriy Sevruk |
| 18 perc | Büntetések    | 14 perc                               |                         | Játékvezető: Andriy Sevruk |
| 43 | Lövések       | 24                                    |                         | Játékvezető: Andriy Sevruk |
| | 0–1           | 13:28 – Hrafnsson (Jonsson, Alengard) |                         | Játékvezető: Andriy Sevruk |
| 32:28 – Betran (Juen Jose Martin) (PP) | 1–1           |                                       |                         | Játékvezető: Andriy Sevruk |
| 36:42 – Martin (Gracia) (PP) | 2–1           |                                       |                         | Játékvezető: Andriy Sevruk |
| 41:26 – Saleg (Calvo) | 3–1           |                                       |                         |                            |
| | 3–2           | 45:11 – Thormodsson (Alengard)        |                         |                            |
| 45:56 – Gracia (Martin) (PP) | 4–2           |                                       |                         |                            |
| 53:27 – Betran (Martin) (PP) | 5–2           |                                       |                         |                            |

| 2005. április 7. 17:00 | Belgium | 4–7 (2–4, 1–2, 1–1) | Izrael | Pionir Ice Rink, Belgrád Nézőszám: 50 |

| Jegyzőkönyv | Jegyzőkönyv   | Jegyzőkönyv                                         | Jegyzőkönyv    | Jegyzőkönyv               |
| --- | ------------- | --------------------------------------------------- | -------------- | ------------------------- |
| | Bjorn Steylen | Kapusok                                             | Jevgeny Gussin | Játékvezető: Pavel Mikula |
| \| \| 0–1 \| 3:23 – Belo (A. Eizenman, O. Eizenman) \| \| \| 0–2 \| 5:00 – A. Eizenman (O. Eizenman) (SH) \| \| 5:48 – Peusens (Kustermans, Lipsonen) (PP) \| 1–2 \| \| \| \| 1–3 \| 8:23 – O. Eizenman (A. Eizenman) (PP) \| \| \| 1–4 \| 15:27 – E. Eizenman (A. Eizenman, O. Eizenman) (PP) \| \| 17:02 – Kustermans (Lipsonen) (PP) \| 2–4 \| \| \| 23:04 – Steijnen (Goris) \| 3–4 \| \| \| \| 3–5 \| 25:00 – O. Eizenman \| \| \| 3–6 \| 27:31 – Ravniaga (Frenkel, Korotin) \| \| \| 3–7 \| 42:24 – A. Eizenman (SH) \| \| 44:17 – Szarzynski (Hermans, Kustermans) (PP) \| 4–7 \| \| |               |                                                     |                | Játékvezető: Pavel Mikula |
| 20 perc | Büntetések    | 30 perc                                             |                | Játékvezető: Pavel Mikula |
| 30 | Lövések       | 43                                                  |                | Játékvezető: Pavel Mikula |
| | 0–1           | 3:23 – Belo (A. Eizenman, O. Eizenman)              |                | Játékvezető: Pavel Mikula |
| | 0–2           | 5:00 – A. Eizenman (O. Eizenman) (SH)               |                | Játékvezető: Pavel Mikula |
| 5:48 – Peusens (Kustermans, Lipsonen) (PP) | 1–2           |                                                     |                | Játékvezető: Pavel Mikula |
| | 1–3           | 8:23 – O. Eizenman (A. Eizenman) (PP)               |                |                           |
| | 1–4           | 15:27 – E. Eizenman (A. Eizenman, O. Eizenman) (PP) |                |                           |
| 17:02 – Kustermans (Lipsonen) (PP) | 2–4           |                                                     |                |                           |
| 23:04 – Steijnen (Goris) | 3–4           |                                                     |                |                           |
| | 3–5           | 25:00 – O. Eizenman                                 |                |                           |
| | 3–6           | 27:31 – Ravniaga (Frenkel, Korotin)                 |                |                           |
| | 3–7           | 42:24 – A. Eizenman (SH)                            |                |                           |
| 44:17 – Szarzynski (Hermans, Kustermans) (PP) | 4–7           |                                                     |                |                           |

| 2005. április 7. 20:30 | Szerbia és Montenegró | 7–1 (1–0, 4–0, 2–1) | Észak-Korea | Pionir Ice Rink, Belgrád Nézőszám: 600 |

| Jegyzőkönyv | Jegyzőkönyv                   | Jegyzőkönyv        | Jegyzőkönyv               | Jegyzőkönyv               |
| --- | ----------------------------- | ------------------ | ------------------------- | ------------------------- |
| | Tihomir Zecevic Milan Lukovic | Kapusok            | Song Chol Ri Gun Hyok Pak | Játékvezető: Peter Haxell |
| \| 7:58 – Kovacevic (Prokec, I. Prokic) (PP) \| 1–0 \| \| \| 21:15 – Kovacevic (Banovic) (PP) \| 2–0 \| \| \| 28:24 – Gabric (Ristic, Mamic) (PP) \| 3–0 \| \| \| 33:05 – Kovacevic (Prokec, I. Prokic) \| 4–0 \| \| \| 38:18 – Pribakovic (Prokec) \| 5–0 \| \| \| 40:43 – M. Prokic (Prokec, I. Prokic) \| 6–0 \| \| \| 41:12 – M. Prokic (Mamic, Milosavljevic) \| 7–0 \| \| \| \| 7–1 \| 59:59 – Jang (Han) \| |                               |                    |                           | Játékvezető: Peter Haxell |
| 22 perc | Büntetések                    | 53 perc            |                           | Játékvezető: Peter Haxell |
| 54 | Lövések                       | 19                 |                           | Játékvezető: Peter Haxell |
| 7:58 – Kovacevic (Prokec, I. Prokic) (PP) | 1–0                           |                    |                           | Játékvezető: Peter Haxell |
| 21:15 – Kovacevic (Banovic) (PP) | 2–0                           |                    |                           | Játékvezető: Peter Haxell |
| 28:24 – Gabric (Ristic, Mamic) (PP) | 3–0                           |                    |                           | Játékvezető: Peter Haxell |
| 33:05 – Kovacevic (Prokec, I. Prokic) | 4–0                           |                    |                           |                           |
| 38:18 – Pribakovic (Prokec) | 5–0                           |                    |                           |                           |
| 40:43 – M. Prokic (Prokec, I. Prokic) | 6–0                           |                    |                           |                           |
| 41:12 – M. Prokic (Mamic, Milosavljevic) | 7–0                           |                    |                           |                           |
| | 7–1                           | 59:59 – Jang (Han) |                           |                           |

| 2005. április 8. 13:30 | Észak-Korea | 3–1 (0–0, 1–0, 2–1) | Belgium | Pionir Ice Rink, Belgrád Nézőszám: 20 |

| Jegyzőkönyv | Jegyzőkönyv  | Jegyzőkönyv                   | Jegyzőkönyv   | Jegyzőkönyv                |
| --- | ------------ | ----------------------------- | ------------- | -------------------------- |
| | Song Chol Ri | Kapusok                       | Bjorn Steylen | Játékvezető: Andriy Sevruk |
| \| 26:20 – S.C. Ri (PP) \| 1–0 \| \| \| 46:52 – Kim \| 2–0 \| \| \| 50:31 – Song (Ho, Kim) (PP) \| 3–0 \| \| \| \| 3–1 \| 52:31 – Hermans (Verschaeren) \| |              |                               |               | Játékvezető: Andriy Sevruk |
| 16 perc | Büntetések   | 44 perc                       |               | Játékvezető: Andriy Sevruk |
| 36 | Lövések      | 19                            |               | Játékvezető: Andriy Sevruk |
| 26:20 – S.C. Ri (PP) | 1–0          |                               |               | Játékvezető: Andriy Sevruk |
| 46:52 – Kim | 2–0          |                               |               | Játékvezető: Andriy Sevruk |
| 50:31 – Song (Ho, Kim) (PP) | 3–0          |                               |               | Játékvezető: Andriy Sevruk |
| | 3–1          | 52:31 – Hermans (Verschaeren) |               |                            |

| 2005. április 8. 17:00 | Spanyolország | 0–1 (0–0, 0–0, 0–1) | Izrael | Pionir Ice Rink, Belgrád Nézőszám: 50 |

| Jegyzőkönyv                                         | Jegyzőkönyv      | Jegyzőkönyv                         | Jegyzőkönyv    | Jegyzőkönyv               |
| --------------------------------------------------- | ---------------- | ----------------------------------- | -------------- | ------------------------- |
|                                                     | Jose Luis Alonso | Kapusok                             | Jevgeny Gussin | Játékvezető: Peter Haxell |
| \| \| 0–1 \| 56:22 – Eizenman (Frenkel, Bochner) \| |                  |                                     |                | Játékvezető: Peter Haxell |
| 12 perc                                             | Büntetések       | 12 perc                             |                | Játékvezető: Peter Haxell |
| 35                                                  | Lövések          | 27                                  |                | Játékvezető: Peter Haxell |
|                                                     | 0–1              | 56:22 – Eizenman (Frenkel, Bochner) |                | Játékvezető: Peter Haxell |

| 2005. április 8. 20:30 | Izland | 2–11 (0–6, 2–3, 0–2) | Szerbia és Montenegró | Pionir Ice Rink, Belgrád Nézőszám: 700 |

| Jegyzőkönyv | Jegyzőkönyv          | Jegyzőkönyv                                   | Jegyzőkönyv                   | Jegyzőkönyv              |
| --- | -------------------- | --------------------------------------------- | ----------------------------- | ------------------------ |
| | Birgir Orn Sveinsson | Kapusok                                       | Tihomir Zecevic Milan Lukovic | Játékvezető: Kovács Béla |
| \| \| 0–1 \| 2:23 – I. Prokic (Mamic) \| \| \| 0–2 \| 8:22 – Prokec (I. Prokic, Mamic) \| \| \| 0–3 \| 10:36 – Prokec (I. Prokic, U. Banovic) (PP) \| \| \| 0–4 \| 12:30 – Rus (N. Banovic, Kovacevic) \| \| \| 0–5 \| 13:24 – M. Prokic (Kovacevic, Mamic) \| \| \| 0–6 \| 18:44 – Milosavljevic (M. Prokic, Pajic) \| \| \| 0–7 \| 22:21 – N. Banovic (Jovica, U. Banovic) \| \| 23:31 – Gislason (Magnusson) (SH) \| 1–7 \| \| \| \| 1–8 \| 24:25 – Jankovic (N. Banovic, Rus) (PP) \| \| 28:57 – Runarsson \| 2–8 \| \| \| \| 2–9 \| 35:06 – Kovacevic (I. Prokic, Prokec) \| \| \| 2–10 \| 44:12 – Mamic (M. Prokic, Milosavljevic) (PP) \| \| \| 2–11 \| 49:06 – M. Prokic (Pajic, Mamic) \| |                      |                                               |                               | Játékvezető: Kovács Béla |
| 22 perc | Büntetések           | 30 perc                                       |                               | Játékvezető: Kovács Béla |
| 17 | Lövések              | 54                                            |                               | Játékvezető: Kovács Béla |
| | 0–1                  | 2:23 – I. Prokic (Mamic)                      |                               | Játékvezető: Kovács Béla |
| | 0–2                  | 8:22 – Prokec (I. Prokic, Mamic)              |                               | Játékvezető: Kovács Béla |
| | 0–3                  | 10:36 – Prokec (I. Prokic, U. Banovic) (PP)   |                               | Játékvezető: Kovács Béla |
| | 0–4                  | 12:30 – Rus (N. Banovic, Kovacevic)           |                               |                          |
| | 0–5                  | 13:24 – M. Prokic (Kovacevic, Mamic)          |                               |                          |
| | 0–6                  | 18:44 – Milosavljevic (M. Prokic, Pajic)      |                               |                          |
| | 0–7                  | 22:21 – N. Banovic (Jovica, U. Banovic)       |                               |                          |
| 23:31 – Gislason (Magnusson) (SH) | 1–7                  |                                               |                               |                          |
| | 1–8                  | 24:25 – Jankovic (N. Banovic, Rus) (PP)       |                               |                          |
| 28:57 – Runarsson | 2–8                  |                                               |                               |                          |
| | 2–9                  | 35:06 – Kovacevic (I. Prokic, Prokec)         |                               |                          |
| | 2–10                 | 44:12 – Mamic (M. Prokic, Milosavljevic) (PP) |                               |                          |
| | 2–11                 | 49:06 – M. Prokic (Pajic, Mamic)              |                               |                          |

| 2005. április 10. 13:30 | Izrael | 4–2 (0–0, 2–0, 2–2) | Izland | Pionir Ice Rink, Belgrád Nézőszám: 50 |

| Jegyzőkönyv | Jegyzőkönyv    | Jegyzőkönyv                             | Jegyzőkönyv             | Jegyzőkönyv               |
| --- | -------------- | --------------------------------------- | ----------------------- | ------------------------- |
| | Jevgeny Gussin | Kapusok                                 | Jon Trausti Gudmundsson | Játékvezető: Peter Haxell |
| \| 29:28 – A. Eizenman (O. Eizenman) (PP) \| 1–0 \| \| \| 31:56 – O. Eizenman (Frenkel, Belo) (PP) \| 2–0 \| \| \| \| 2–1 \| 42:35 – Alengard (Ericsson) (PP) \| \| 53:59 – O. Eizenman (Soreanu, Frenkel) \| 3–1 \| \| \| 55:04 – O. Eizenman (Frenkel, Soreanu) \| 4–1 \| \| \| \| 4–2 \| 57:44 – Jakobsson (Andresson, Ericsson) \| |                |                                         |                         | Játékvezető: Peter Haxell |
| 18 perc | Büntetések     | 22 perc                                 |                         | Játékvezető: Peter Haxell |
| 55 | Lövések        | 30                                      |                         | Játékvezető: Peter Haxell |
| 29:28 – A. Eizenman (O. Eizenman) (PP) | 1–0            |                                         |                         | Játékvezető: Peter Haxell |
| 31:56 – O. Eizenman (Frenkel, Belo) (PP) | 2–0            |                                         |                         | Játékvezető: Peter Haxell |
| | 2–1            | 42:35 – Alengard (Ericsson) (PP)        |                         | Játékvezető: Peter Haxell |
| 53:59 – O. Eizenman (Soreanu, Frenkel) | 3–1            |                                         |                         |                           |
| 55:04 – O. Eizenman (Frenkel, Soreanu) | 4–1            |                                         |                         |                           |
| | 4–2            | 57:44 – Jakobsson (Andresson, Ericsson) |                         |                           |

| 2005. április 10. 17:00 | Észak-Korea | 4–2 (2–2, 0–0, 2–0) | Spanyolország | Pionir Ice Rink, Belgrád Nézőszám: 70 |

| Jegyzőkönyv | Jegyzőkönyv  | Jegyzőkönyv                     | Jegyzőkönyv      | Jegyzőkönyv                |
| --- | ------------ | ------------------------------- | ---------------- | -------------------------- |
| | Song Chol Ri | Kapusok                         | Jose Luis Alonso | Játékvezető: Andriy Sevruk |
| \| \| 0–1 \| 2:57 – Gracia (Valle) \| \| \| 0–2 \| 3:39 – Gracia (Baldris, Martin) \| \| 11:15 – S.I. Ri (Kim) \| 1–2 \| \| \| 16:52 – P.I. Ri (T.W. Ri) \| 2–2 \| \| \| 40:09 – S.I. Ri \| 3–2 \| \| \| 56:08 – Choe (T.W. Ri, Jang) \| 4–2 \| \| |              |                                 |                  | Játékvezető: Andriy Sevruk |
| 16 perc | Büntetések   | 16 perc                         |                  | Játékvezető: Andriy Sevruk |
| 26 | Lövések      | 26                              |                  | Játékvezető: Andriy Sevruk |
| | 0–1          | 2:57 – Gracia (Valle)           |                  | Játékvezető: Andriy Sevruk |
| | 0–2          | 3:39 – Gracia (Baldris, Martin) |                  | Játékvezető: Andriy Sevruk |
| 11:15 – S.I. Ri (Kim) | 1–2          |                                 |                  | Játékvezető: Andriy Sevruk |
| 16:52 – P.I. Ri (T.W. Ri) | 2–2          |                                 |                  |                            |
| 40:09 – S.I. Ri | 3–2          |                                 |                  |                            |
| 56:08 – Choe (T.W. Ri, Jang) | 4–2          |                                 |                  |                            |

| 2005. április 10. 20:30 | Belgium | 2–5 (2–2, 0–2, 0–1) | Szerbia és Montenegró | Pionir Ice Rink, Belgrád Nézőszám: 1000 |

| Jegyzőkönyv | Jegyzőkönyv   | Jegyzőkönyv                              | Jegyzőkönyv     | Jegyzőkönyv               |
| --- | ------------- | ---------------------------------------- | --------------- | ------------------------- |
| | Bjorn Steylen | Kapusok                                  | Tihomir Zecevic | Játékvezető: Pavel Mikula |
| \| \| 0–1 \| 5:55 – Mamic (Banovic) (PP) \| \| 7:53 – Steijnen (Morgan) \| 1–1 \| \| \| \| 1–2 \| 14:17 – Milinkovic (Prokic) (PP) \| \| 18:16 – de Herdt (Mertens, Van Buren) \| 2–2 \| \| \| \| 2–3 \| 23:02 – N. Banovic (Mamic, Gabric) \| \| \| 2–4 \| 36:21 – Milinkovic (Prokic, Prokec) (PP) \| \| \| 2–5 \| 45:23 – Milinkovic (Jankovic) \| |               |                                          |                 | Játékvezető: Pavel Mikula |
| 24 perc | Büntetések    | 24 perc                                  |                 | Játékvezető: Pavel Mikula |
| 42 | Lövések       | 56                                       |                 | Játékvezető: Pavel Mikula |
| | 0–1           | 5:55 – Mamic (Banovic) (PP)              |                 | Játékvezető: Pavel Mikula |
| 7:53 – Steijnen (Morgan) | 1–1           |                                          |                 | Játékvezető: Pavel Mikula |
| | 1–2           | 14:17 – Milinkovic (Prokic) (PP)         |                 | Játékvezető: Pavel Mikula |
| 18:16 – de Herdt (Mertens, Van Buren) | 2–2           |                                          |                 |                           |
| | 2–3           | 23:02 – N. Banovic (Mamic, Gabric)       |                 |                           |
| | 2–4           | 36:21 – Milinkovic (Prokic, Prokec) (PP) |                 |                           |
| | 2–5           | 45:23 – Milinkovic (Jankovic)            |                 |                           |